# Saliou Lassissi
Pour les articles homonymes, voir Saliou.
Saliou Lassissi, né le 15 août 1978 à Abidjan en Côte d'Ivoire, est un footballeur ivoirien évoluant au poste de défenseur central.
Alors qu'il était promis à une brillante carrière, une grave blessure lui imposera une pause de trois saisons. Il jouait en Italie, où il était parvenu à se faire sa place dans de grandes équipes (Parme FC, UC Sampdoria, AC Fiorentina). Sa blessure l'affaiblira, et son retour sera difficile. Il tente de se relancer à AS Nancy-Lorraine... sans résultat. Son physique ne lui permet pas de tenir la distance. Il repart alors en Suisse, mais en septembre 2007, AC Bellinzone résilie son contrat. À partir de cette date, il est libre, lui qui était annoncé comme le nouveau Taribo West. Saliou rechausse les crampons pour une dernière saison à l'Entente Sannois Saint-Gratien, club de National.

## Carrière
- 1996-1998 : Stade rennais
- 1998 (juillet-octobre) : Parme FC
- 1998 (octobre)-1999 : UC Sampdoria
- 1999-2000 : Parme FC
- 2000-2001 : AC Fiorentina
- 2001-2004 : AS Rome
- 2004-2005 : sans club
- 2005 (août-décembre) : AS Nancy-Lorraine
- 2007 : AC Bellinzone
- 2007-2008 : Entente SSG

## Palmarès
- Vainqueur de la Coupe d'Italie en 2001 avec l'AC Fiorentina.
- Vainqueur de la Supercoupe d'Italie en 1999 avec le Parme FC.